# Esther Kreitman
Hinde Ester Singer Kreytman, meglio conosciuta come Esther Kreitman (Biłgoraj, 31 marzo 1891 – Londra, 13 giugno 1954), è stata una scrittrice polacca, autrice di lingua yiddish.

## Biografia
Figlia di Pinchas Mendl Zinger, rabbino e autore di commentari rabbinici, e di Basheva Zylberman, fu sorella maggiore degli scrittori Isaac Bashevis Singer e Israel Joshua Singer.
Nel 1912 accettò un matrimonio combinato e l'anno successivo si trasferì con il marito Avraham Kreitman, tagliatore di diamanti, ad Anversa. Notizie sulla sua vita si trovano nel suo Deborah (1936) e nelle memorie del fratello Isaac intitolate Alla corte di mio padre (1966). 
Ad Anversa nacque il figlio Morris (1913-2003), poi noto con gli pseudonimi di Maurice Carr (come giornalista) e Martin Lea (come romanziere). Di Maurice Carr è uscito postumo un memoir, La Famiglia Singer, pubblicato nel 2021 in italiano da Tre Editori e illustrato dalla figlia Hazel. 
Allo scoppio della prima guerra mondiale Esther fu costretta a lasciare il Belgio fuggendo a Londra. Esther si separò definitivamente dal marito nel 1926, vivendo tra Varsavia e Londra. In seguito si trasferì definitivamente nella capitale britannica, dove visse in precarie condizioni economiche collaborando con riviste e traducendo opere letterarie dall'inglese all'yiddish. 
Benché fosse la prima dei fratelli a scrivere (e tradurre alcuni classici dall'inglese all'yiddish), pubblicò le sue storie piuttosto tardi, a cominciare da Der Sheydims Tants (tr. lett. "La danza di demoni"), poi tradotta in inglese dal figlio nel 1946 con il titolo Deborah, ritenuta essere la sua opera principale. Il suo secondo romanzo fu Brilyantn (tr. lett. Diamanti) (1944), al quale seguì la raccolta di racconti Yikhes (tr. lett. "Lignaggio") (1949).
La sua opera presenta elementi autobiografici ed affronta tematiche quali la condizione della donna, in particolare la donna intellettuale di origine aschenazita, la tragedia del bombardamento di Londra del settembre 1940 (che durò 57 notti), e i ricordi della vita ebraica nella Polonia precedente la prima guerra mondiale.
Il fratello Israel era intanto morto a New York, nel 1944. Dopo la fine della seconda guerra mondiale cercò di rintracciare un ulteriore fratello, Moshe, rabbino, rimasto in Polonia e in seguito all'invasione nazista evacuato dalle autorità sovietiche nelle repubbliche centro asiatiche con la madre e la moglie, scoprendo che erano morti nel 1946. Isaac, poi premio Nobel per la letteratura (nel 1978) venne a trovarla a Londra nel 1947, ma pare che si rifiutò (stando ai racconti del figlio di lei) di aiutarla a trasferirsi negli Stati Uniti.
Kreitman ebbe con i fratelli rapporti complessi e non sempre positivi, ma la sua personalità ebbe senz'altro una influenza significativa sulla loro produzione letteraria. Sulla sua figura sono in parte basati alcuni personaggi femminili presenti nelle opere dei fratelli Israel Joshua Singer e Isaac Bashevis Singer. Tra questi ricordiamo un'infelice seduttrice in Yoshe Kalb (romanzo di Israel del 1932); una ragazza innocente, vittima delle circostanze in Satana a Goray (romanzo di Isaac del 1935); infine la protagonista del racconto Yentl, lo studente della yeshivà (di Isaac Bashevis Singer), una giovane donna che sfida la tradizione e, desiderosa di imparare, giunge al punto di travestirsi da uomo per compiere gli studi talmudici a lei altrimenti preclusi. Isaac Bashevis Singer le dedicò inoltre la raccolta The Séance and other stories, 1968. Kreitman ebbe comunque una vita infelice e problemi di salute, con diagnosi incerte di epilessia e paranoia.
Esther Kreitman morì a Londra nel 1954. Le sue carte sono conservate presso l'Institute for Jewish Research di New York. Alcuni decenni dopo la sua morte la sua figura le sue opere sono state riscoperte, divenendo oggetto di rinnovato interesse da parte della critica, uscendo dall'alveo ristretto della letteratura yiddish e venendo tradotte in diverse lingue.

## Opere
- Der Sheydim-Tants (1936), poi tradotto come Deborah (1946) - romanzo
  - tr. ital. di Lorenza Lanza e Patrizia Vincentini, Debora, introduzione di Claudia Rosenzweig, La Tartaruga e Baldini Castoldi Dalai, Milano 2006 ISBN 978-88-7738-454-6
- Di Naye Velt, poi tradotto come The New World (1984) - racconto
- Atlasene Kapote, poi tradotto come The Relic (1938) e come The Satin Coat (2003) - racconto
- Brilyantn (1944), poi tradotto come Diamonds (2009) - romanzo
  - tr. ital. di Marina Morpurgo, L'uomo che vendeva diamanti, Bollati Boringhieri, 2016 ISBN 978-88-339-2762-6
- Yikhes (1949), poi tradotto come Blitz and Other Stories (2004) - racconti